# Théophile Deyrolle
Théophile-Louis Deyrolle (Parigi, 16 dicembre 1844 – Concarneau, 14 dicembre 1923) è stato un pittore e ceramista francese.

## Biografia
Théophile Deyrolle nacque in una famiglia di entomologi e di naturalisti che avevano a Parigi un famoso negozio di animali imbalsamati.
All'inizio Théophile pensò di studiare architettura e si iscrisse all'École des beaux-arts di Parigi. Lavorò quindi nello Studio di Joseph Auguste Émile Vaudremer, dove fece la conoscenza del coetaneo pittore Alfred Guillou, che proveniva dalla Bretagna. Fra i due nacque una solida amicizia e Guillou convinse Deyrolle ad abbandonare gli studi di architettura per dedicarsi invece alla pittura.
Deyrolle divenne così allievo e poi assistente, assieme a Guillou, di Alexandre Cabanel e di William Bouguereau.
Nel 1863, forse grazie alle conoscenze e alla fama della sua famiglia, aveva fatto un viaggio in Armenia e in Georgia su incarico della "Società di Geografia". Oltre a visitare i monumenti di questi Paesi, Deyrolle si era interessato anche del popolo Laz, ne aveva conquistato la fiducia e studiato i costumi. Tutto ciò si tradusse poi nella produzione di molti disegni e in acute descrizioni che Deyrolle pubblicò al suo ritorno in Francia in Le Tour du Monde - Nouveau Journal Des Voyages, ogni anno per alcuni anni, a cominciare dal 1869.
Nel 1871 Deyrolle e Guillou decisero di lasciare Parigi e di stabilirsi in Bretagna a Concarneau, città natale di Guillou. Deyrolle divenne così bretone per adozione e cittadino di Concarneau.. A suggellare questa scelta, che durò per tutta la sua vita, Deyrolle, l'anno dopo essersi trasferito in Bretagna sposò la sorella di Ghillou, Suzanne, con la quale ebbe un matrimonio felice. Assieme a Guillou, inoltre, egli fondò una colonia di artisti amanti di quelle terre che venne anche chiamata "Scuola di Concarneau".

Una volta stabilitosi, cominciò a lavorare per la fabbrica di ceramiche HB di Quimper, decorando vasellame e piatti con motivi per lo più giapponesi. Fu anche attirato dalla vita del porto e dagli affari dei marittimi, tanto che per un certo tempo si occupò anche di vendita del pescato diventando grossista. Decorò anche diversi alberghi del luogo e dei dintorni con i suoi paesaggi e, comunque, una larga parte dei suoi dipinti ha a che fare con la vita del porto e della baia. Realizzò pannelli decorativi, ritratti, numerosi paesaggi e, nel 1909, una serie di scene pastorali.
Théophile Deyrolle fu il nonno del pittore Jean Deyrolle. Morì a Concarneau all'età di 79 anni, in pieno secolo XX.

## Opere

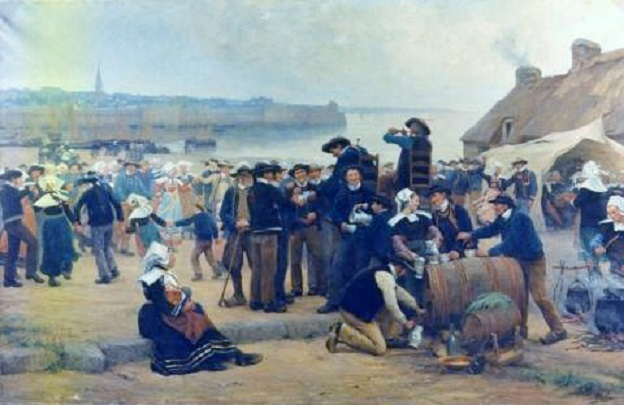
Il perdono in Bretagna

Elenco incompleto.

### Collezioni pubbliche
- Museo di Belle arti di Pau:
  - L'Arrivée au pardon de Fouesnant (1881)[8]
- Museo di Belle arti di Quimper: 
  - Les Joueurs de boules
  - Le Manoir de Locamand (1883)[9],
  - La vallée de l'Odet (1883).
- Municipio di Fouesnant: 
  - Noce bretonne[10]

### Collezioni private
Numerose opere sono riprodotte sul sito Internet:
- Le pardon en Bretagne
- Fête du pardon en Bretagne
- Avril en Bretagne
- Portrait d'enfant (1915)
- Marins au bistrot, Concarneau
- Bergère et ses moutons
- Jeune bergère

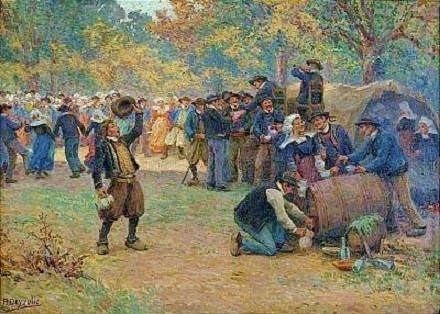
La festa del perdono in Bretagna

- Les gardiens et leur troupeau (1900)
- Le retour du troupeau
- Retour de moisson en famille
- Jeune bretonne
- Fête du cidre en Bretagne

### Opere decorative
- Beg-Meil, 14 tele per la sala da pranzo dell'"Hôtel des Dunes"
- Decorazione del "Manoir de Kerazan"

## Esposizioni
- Salon des artistes français del 1876, 1877, 1881
- Salon des artistes français del 1882 
  - Retour de foire, chemin de Saint-Jean à Concarneau
  - Pêche aux maquereaux au lever du soleil, (menzione d'onore)
- Mostra personale: "Omaggio a Théophile Deyrolle", Fouesnant, 2012

## Allevi
Elenco incompleto
- Lionel Floch (1895-1972)

## Galleria d'immagini

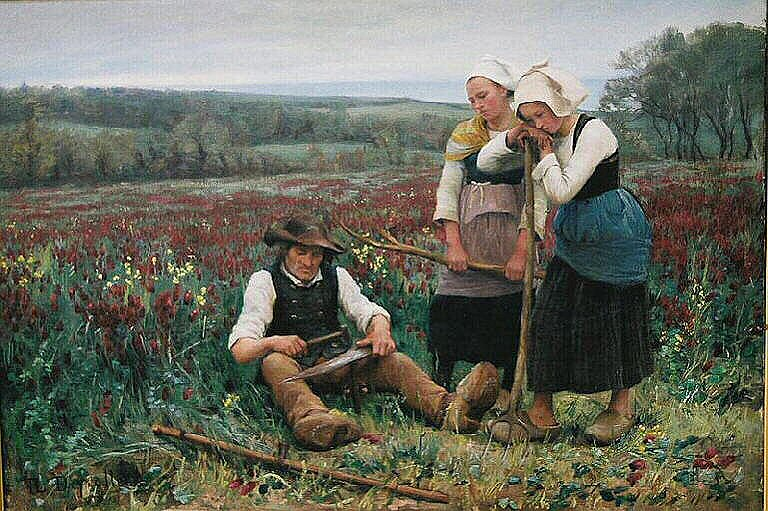
Il riposo dei falciatori di fieno
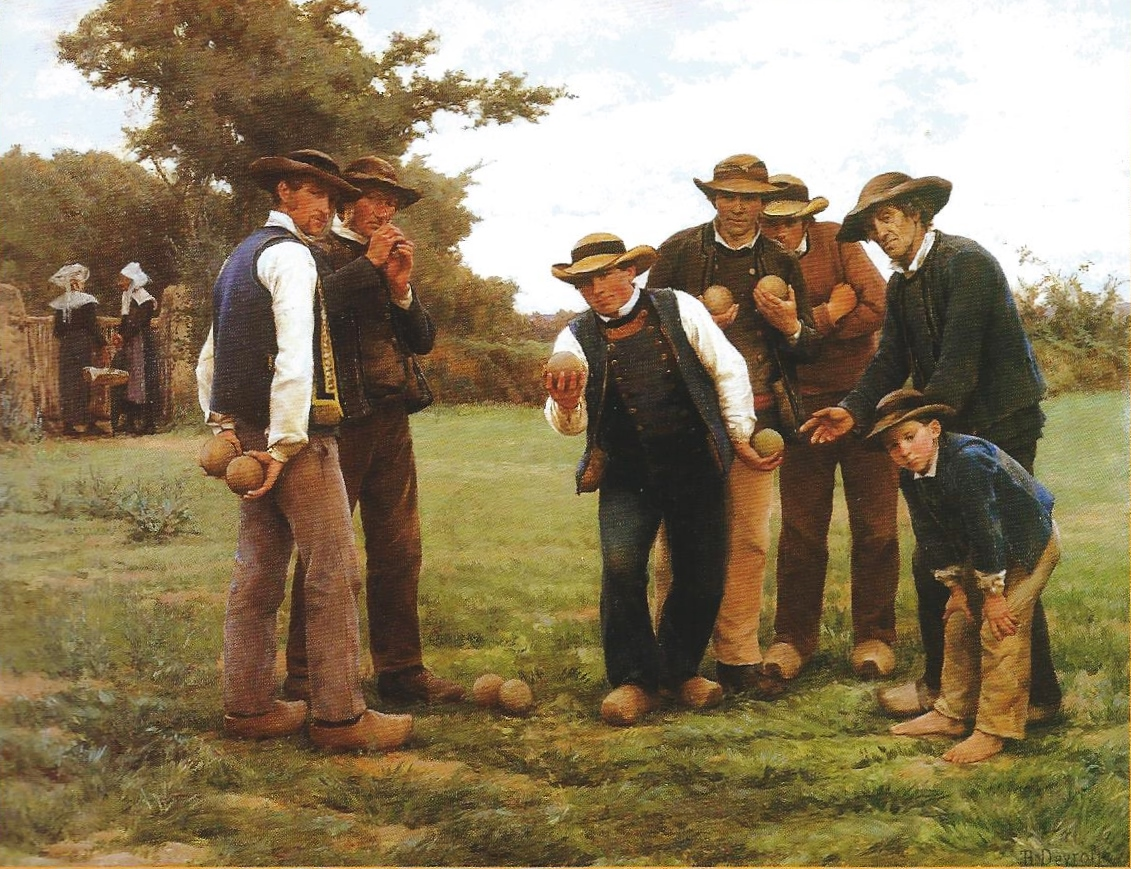
I giocatori di bocce
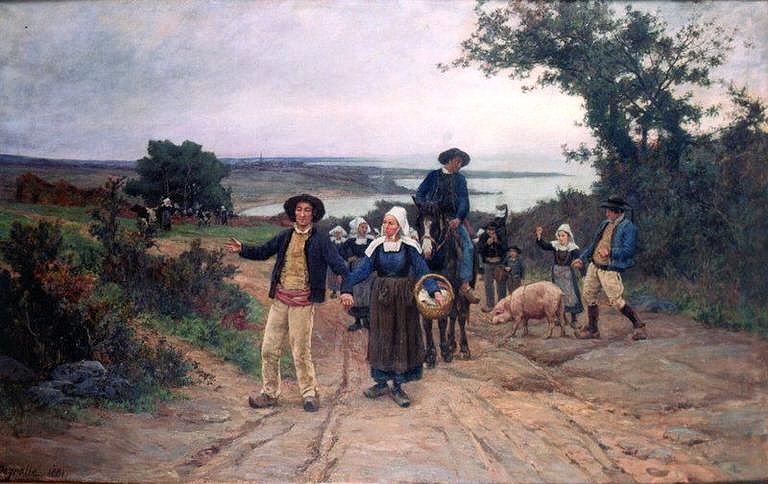
L'arrivo del Pardon di Fouesnant